# 堀坂一貴
堀坂 一貴は、日本の元ファッションモデル。日本を拠点とし一年ほど活動をしていた。学生もののMVや、雑誌、ファッションショーに出るなどして活動。芸能事務所に所属している際、某K-popアイドルグループの練習生として活動したことがあるが、本人が合わないと申し出て、その後芸能事務所退所後、個人で2025年からラッパーとして活動していることがわかった。